# Dan Duryea
Pour les articles homonymes, voir Duryea.
Dan Duryea est un acteur américain, né le 23 janvier 1907 à White Plains (État de New York), et mort le 7 juin 1968 à Hollywood (Californie).

## Biographie
Sa première apparition au cinéma remonte à 1941 pour le film La Vipère. Il cumula dans sa carrière plus de 60 rôles au grand écran.

« Il s'est souvent cantonné dans des rôles de méchant alors que c'était paraît-il l'homme le plus doux, le plus gentil, le plus délicat, le plus adorable qui soit. »

— Bertrand Tavernier
Son film le plus connu est probablement Le Vol du Phénix (The Flight of the Phoenix 1965). Il est aussi de la distribution de plusieurs séries télévisées, notamment The Adventures of China Smith (1952, où il détenait le rôle principal) et Peyton Place. Il joua dans le feuilleton Rawhide.

### Vie privée
Il se marie en 1932 avec Helen, morte en 1967, et ils ont deux fils, Peter et Richard. Il vivait dans la vallée de San Fernando,.
Il meurt d'un cancer à l'âge de 61 ans. Il repose à Los Angeles au Forest Lawn Memorial Park.

## Filmographie

### Cinéma
- 1941 : La Vipère (The Little Foxes) de William Wyler : Leo Hubbard
- 1941 : Boule de feu (Ball of Fire) d'Howard Hawks : Duke Pastrami
- 1942 : Vainqueur du destin (The Pride of the Yankees) de Sam Wood : Hank Hanneman
- 1942 : That Other Woman (en) de Ray McCarey : Ralph Cobb
- 1943 : Sahara (Sahara) de Zoltan Korda : Jimmy Doyle
- 1944 : Man from Frisco (en) de Robert Florey : Jim Benson
- 1944 : Madame Parkington (Mrs Parkington) de Tay Garnett : Jack Stilham
- 1944 : Rien qu'un cœur solitaire (None but the Lonely Heart) de Clifford Odets : Lew Tate
- 1944 : Espions sur la Tamise (The Ministry of Fear) de Fritz Lang : Travers le tailleur
- 1944 : La Femme au portrait (Woman in the Window) de Fritz Lang : Heidt/Tim le portier
- 1945 : Main Street after dark (en) d'Edward L. Cahn : Posey Dibson
- 1945 : La Vallée du jugement (The Valley of Decision) de Tay Garnett : William Scott Jr
- 1945 : La Cible vivante (The Great Flammarion) d'Anthony Mann : Al Wallace
- 1945 : Le Grand Bill (Along Came Jones) de Stuart Heisler : Monte Jarrad
- 1945 : Deanna mène l'enquête (Lady on a Train) de Charles David : Arnold Warring
- 1945 : La Rue rouge (Scarlet Street) de Fritz Lang : Johnny Prince
- 1946 : L'Ange noir (Black Angel) de Roy William Neill : Martin Blair
- 1946 : White Tie and Tails (en) de Charles Barton : Charles Dumont
- 1948 : Bandits de grands chemins (Black Bart) de George Sherman : Charles E. Boles/Black Bart
- 1948 : Another Part of the Forest de Michael Gordon : Oscar Hubbard
- 1948 : Le Barrage de Burlington (River Lady) de George Sherman : Beauvais
- 1948 : Haute Pègre (Larceny) de George Sherman : Silky Randall
- 1949 : L'Homme au chewing-gum (Manhandled) de Norman Foster : Karl Benson
- 1949 : Pour toi j'ai tué (Criss Cross) de Robert Siodmak : Slim Dundee
- 1949 : La Tigresse (Too Late for Tears) de Byron Haskin : Danny Fuller
- 1949 : Johnny le mouchard (Johnny Stool Pigeon) de William Castle : Johnny Evans
- 1950 : L'Impasse maudite (One Way Street) d'Hugo Fregonese : John Wheeler
- 1950 : Winchester '73 (Winchester 73) d'Anthony Mann : Waco Johnnie Dean
- 1950 : Corruption (The Underworld Story) de Cy Endfield : Mike Reese
- 1951 : Al Jennings of Oklahoma (it) de Ray Nazarro : Al Jennings
- 1952 : Chicago Calling (en) de John Reinhardt : Bill Cannon
- 1953 : Le Port des passions (Thunder Bay) d'Anthony Mann : Johnny Garabi
- 1953 : Commando du ciel (en) (Sky Commando) de Fred F. Sears : Col. Ed Wyatt
- 1953 : 36 Hours (en) de Montgomery Tully : Major Bill Rogers
- 1954 : Alerte à Singapour (World for Ransom) de Robert Aldrich : Mike Callahan/Corrigan
- 1954 : Chevauchée avec le diable (Ride Clear of Diablo) de Jesse Hibbs : Whitey Kincade
- 1954 : Seul contre tous (it) (Rails into Laramie) de Jesse Hibbs : Jim Shanessy
- 1954 : Quatre Étranges Cavaliers (Silver Lode) d'Allan Dwan : Ned McCarty
- 1954 : This Is My Love de Stuart Heisler : Murray Myer
- 1955 : La Muraille d'or (Foxfire) de Joseph Pevney : Hugh Slater
- 1955 : Les Maraudeurs (en) (The Marauders) de Gerald Mayer : Avery
- 1955 : Storm Fear (en) de Cornel Wilde : Fred
- 1957 : Les Ailes de l'espérance (Battle Hymn) de Douglas Sirk : Sgt. Herman
- 1957 : Le Cambrioleur (The Burglar) de Paul Wendkos : Nat Harbin
- 1957 : Le Survivant des monts lointains (Night Passage) de James Neilson : Whitey Harbin
- 1957 : Meurtres sur la dixième avenue (Slaughter on Tenth Avenue) d'Arnold Laven : John Jacob Masters
- 1958 : Kathy O' (en) de Jack Sher : Harry Johnson
- 1960 : Les Jeunes Terreurs (Platinum High School) de Charles F. Haas : Major Redfern Kelly
- 1962 : Six chevaux dans la plaine (Six Black Horses) d'Harry Keller : Frank Jesse
- 1964 : La Valse des colts (en) (He Rides tall) de R. G. Springsteen : Bart Thorne
- 1964 : Do You Know This Voice (en) de Frank Nesbitt : John Hopta
- 1964 : Cinq Mille Dollars mort ou vif (Taggart) de R. G. Springsteen : Jay Jason
- 1965 : Walk a Tightrope (en) de Frank Nesbitt : Carl Lutcher
- 1965 : Chasseur de primes (The Bounty Killer) de Spencer Gordon Bennet : Willie Duggan
- 1965 : Le Vol du Phénix (The Flight of the Phœnix) de Robert Aldrich : Standish
- 1966 : Du sang dans la montagne (Un fiume di dollari) de Carlo Lizzani : Col. Winny Getz
- 1966 : Sans foi, ni loi (en) (Incident at Phantom Hill) d'Earl Bellamy : Joseph Henry 'Joe' Barlow
- 1967 : Five Golden Dragons de Jeremy Summers : Dragon #1
- 1968 : The Bamboo Saucer (en) de Frank Telford : Hank Peters

### Télévision
- 1953 : China Smith (en) (série télévisée) : China Smith
- 1953 - 1954 : The New Adventures of China Smith (série télévisée) : China Smith
- 1955 : The Star and the Story (en) (série télévisée) : Jim Ripley
- 1956 : Star Stage (en) (série télévisée) : Jason
- 1957 : Cavalcade of America (en) (série télévisée) : Joe Kohler
- 1957 : Studio 57 (série télévisée) : Doc Munday
- 1957 : Suspicion (série télévisée) : Eddie Schumaker/McDillard
- 1957 - 1964 : La Grande Caravane (Wagon Train) (série télévisée) : Un étranger / Joshua Gilliam / Samuel Bleymier / Amos / Sam Race
- 1958 : Climax! (série télévisée) : Dr Dennis Sullivan
- 1958 : Cimarron City (en) (série télévisée) : Roy Budinger
- 1959 : Disney Parade (série télévisée) : Dan Trask
- 1959 : La Quatrième Dimension (The Twilight Zone) (série télévisée) : Al Denton (saison 1, épisode 3 : La Seconde Chance)
- 1959 - 1961 : Laramie (série télévisée) : Bud Carlin / Luke Gregg / Ben Sanford
- 1959, 1962, et 1963 : Rawhide (série télévisée) : Abner Cannon / Frère William / Jardin
- 1960 : Aventures dans les îles (Adventures in Paradise) (série télévisée) : Theodore Florian
- 1960 : Riverboat (en) (série télévisée) : capitaine Brad Turner
- 1960 : Shirley Temple's Storybook (en) (série télévisée) : Muff
- 1960 et 1964 : Bonanza (série télévisée) : marshall Gerald Eskith / Sam Logan
- 1961 : Échec et mat (Checkmate) (série télévisée) : major Sam Wilson
- 1961 : Frontier Circus (en) (série télévisée) : Tiber
- 1961 et 1963 : Route 66 (série télévisée) : Jay Leonard Ringsby / Mike McKay
- 1962 : Tales of Welles Fargo (en) (série télévisée) : Marshal Fargo
- 1962 : Naked City (série télévisée) : Clyde Royd
- 1962 : Going My Way (série télévisée) : Harold Harrison
- 1962 : La Route des rodéos (en) (The Wide Country) (série télévisée) : Willie Xeno
- 1963 : Alcoa Premiere (en) (série télévisée) : Charlie Quinn
- 1963 : The Eleventh Hour (en) (série télévisée) : Dr Ben Lorrigan
- 1964 : L'Homme à la Rolls (Burke's Law) (série télévisée) : Hop Sing Kelly / Sam Atherton
- 1964 : Suspicion (The Alfred Hitchcock Hour) (série télévisée) : Raymond Brown
- 1965 : The Long, Hot Summer (en) (série télévisée) : Chuck Quick
- 1965 : Daniel Boone (série télévisée) : Simon Perigore
- 1965 et 1967 : Combat ! (Combat!) (série télévisée) : Barton / Bernie Wallace
- 1966 : Les Monroe (The Monroes) (série télévisée) : T.J. Elderbush
- 1966 : Le Virginien (The Virginian) (série télévisée) : Ben Crayton
- 1966 : The Loner (en) (série télévisée) : Matthew Reynolds
- 1967 : L'Homme en fuite (Stranger on the Run) (téléfilm) : O.E. Hotchkiss
- 1967 : Winchester 73 (téléfilm) : Bart McAdam
- 1967 : L'Homme en fuite (Stranger on the Run) (téléfilm) de Don Siegel
- 1967 - 1968 : Peyton Place (série télévisée) : Eddie Jacks